# تمريض مجتمعي
التمريض المجتمعي هو الرعاية التمريضية المقدمة خارج المستشفيات، على سبيل المثال في المنزل، داخل مرافق الممارسة العامة، في المستشفيات المجتمعية، في حجز الشرطة، في المدرسة أو في دار رعاية المسنين.

## الوظائف المشمولة في التمريض المجتمعي
- تمريض الرعاية الإسعافية

- مساعدة معيشية

- ممرض الطيران

- تمريض الشيخوخة

- رعاية منزلية

- تمريض صحة المنزل

- الرعاية المنزلية

- ممرضة أطفال المجتمع

- الصحة النفسية المجتمعية

- ممرضة الإعاقة

- قابلة المجتمع

- العدالة الجنائية / ممرضة السجن

- ممرض ممارس عام

- الزائر الصحي

- الممرضات العاملات في رعاية غير مجدولة، على سبيل المثال. العمل مع المسعفين

- ممرض الصحة المهنية

- ممرض العناية التلطيفية

- ممرض الصحة العامة

- ممرض الصحة الجنسية

- ممرض عسكرية

- شراكة الممرضة والأسرة

- التمريض الخاص

- التمريض المدرسي

- التمريض عن بعد .